# John-Michael Liles
John-Michael Liles (né le 25 novembre 1980 à Zionsville dans l'Indiana aux États-Unis) est un joueur professionnel américain de hockey sur glace. Il évolue au poste de défenseur.

## Biographie

### Carrière en club
Liles commence le hockey en 1997-1998 en jouant dans l'United States Hockey League pour l'équipe junior des États-Unis Il y reste deux ans puis s'inscrit à l'Université de l'État du Michigan et joue pour leur équipe, les Michigan State Spartans, dans la division Central Collegiate Hockey Association (CCHA) du championnat universitaire. À la fin de sa première saison, il est choisi par l'Avalanche du Colorado en cinquième ronde du repêchage de 2000 dans la Ligue nationale de hockey. Avant de rejoindre la LNH, il finit ses études. Lors de sa dernière année, il joue quelques matchs dans l'équipe associée à l'Avalanche, les Bears de Hershey, franchise qui évolue dans la Ligue américaine de hockey.
En 2003, il signe son premier contrat professionnel et rejoint les patinoires de la LNH et gagne sa place de titulaire immédiatement. Il est alors désigné comme une des meilleures recrues de la saison.
Il évolue avec l'Avalanche durant sept saisons malgré un passage d'un an en Allemagne pour le club de Iserlohn Roosters dans le championnat allemande pendant le lock-out 2004-2005 de la LNH. Le 24 juin 2011, il est échangé aux Maple Leafs de Toronto en retour d'un choix de deuxième tour au repêchage 2012.
Le 1er janvier 2014, il est échangé avec Dennis Robertson aux Hurricanes de la Caroline en retour de Tim Gleason.
Le 29 février 2016, les Hurricanes l'échangent aux Bruins de Boston en retour d'Anthony Camara, un choix de 3e ronde au repêchage de 2016 et un choix de 5e ronde au repêchage de 2017.
Il signe une prolongation de contrat d'un an à 2 M $ avec les Bruins à la date du 1er juillet 2016.

### Carrière internationale
Il représente les États-Unis aux Jeux olympiques d'hiver de 2006 à Turin (Italie). Il a également représenté son pays lors du championnat du monde de hockey sur glace 2005 et lors de la Coupe du monde de hockey 2004.

## Statistiques

### Statistiques en club
| Saison     | Équipe                     | Ligue      |     | Saison régulière | Saison régulière | Saison régulière | Saison régulière | Saison régulière |   | Séries éliminatoires | Séries éliminatoires | Séries éliminatoires | Séries éliminatoires | Séries éliminatoires |
| Saison     | Équipe                     | Ligue      | PJ  | B                | A                | Pts              | Pun              | PJ               | B | A                    | Pts                  | Pun                  |                      |                      |
| 1999-2000  | Spartans de Michigan State | CCHA       | 40  | 8                | 20               | 28               | 26               | -                | - | -                    | -                    | -                    |                      |                      |
| 2000-2001  | Spartans de Michigan State | CCHA       | 42  | 7                | 18               | 25               | 28               | -                | - | -                    | -                    | -                    |                      |                      |
| 2001-2002  | Spartans de Michigan State | CCHA       | 41  | 13               | 22               | 35               | 18               | -                | - | -                    | -                    | -                    |                      |                      |
| 2002-2003  | Spartans de Michigan State | CCHA       | 39  | 16               | 34               | 50               | 46               | -                | - | -                    | -                    | -                    |                      |                      |
| 2002-2003  | Bears de Hershey           | LAH        | 5   | 0                | 1                | 1                | 4                | 5                | 0 | 0                    | 0                    | 2                    |                      |                      |
| 2003-2004  | Avalanche du Colorado      | LNH        | 79  | 10               | 24               | 34               | 28               | 11               | 0 | 1                    | 1                    | 4                    |                      |                      |
| 2004-2005  | Iserlohn Roosters          | DEL        | 17  | 5                | 6                | 11               | 24               | -                | - | -                    | -                    | -                    |                      |                      |
| 2005-2006  | Avalanche du Colorado      | LNH        | 82  | 14               | 35               | 49               | 44               | 9                | 1 | 2                    | 3                    | 6                    |                      |                      |
| 2006-2007  | Avalanche du Colorado      | LNH        | 71  | 14               | 30               | 44               | 24               | -                | - | -                    | -                    | -                    |                      |                      |
| 2007-2008  | Avalanche du Colorado      | LNH        | 81  | 6                | 26               | 32               | 26               | 10               | 2 | 3                    | 5                    | 2                    |                      |                      |
| 2008-2009  | Avalanche du Colorado      | LNH        | 75  | 12               | 27               | 39               | 31               | -                | - | -                    | -                    | -                    |                      |                      |
| 2009-2010  | Avalanche du Colorado      | LNH        | 59  | 6                | 25               | 31               | 30               | 6                | 1 | 1                    | 2                    | 4                    |                      |                      |
| 2010-2011  | Avalanche du Colorado      | LNH        | 76  | 6                | 40               | 46               | 35               | -                | - | -                    | -                    | -                    |                      |                      |
| 2011-2012  | Maple Leafs de Toronto     | LNH        | 66  | 7                | 20               | 27               | 20               | -                | - | -                    | -                    | -                    |                      |                      |
| 2012-2013  | Maple Leafs de Toronto     | LNH        | 32  | 2                | 9                | 11               | 4                | 4                | 0 | 0                    | 0                    | 2                    |                      |                      |
| 2013-2014  | Marlies de Toronto         | LAH        | 16  | 3                | 10               | 13               | 14               | -                | - | -                    | -                    | -                    |                      |                      |
| 2013-2014  | Maple Leafs de Toronto     | LNH        | 6   | 0                | 0                | 0                | 0                | -                | - | -                    | -                    | -                    |                      |                      |
| 2013-2014  | Hurricanes de la Caroline  | LNH        | 35  | 2                | 7                | 9                | 8                | -                | - | -                    | -                    | -                    |                      |                      |
| 2014-2015  | Hurricanes de la Caroline  | LNH        | 57  | 2                | 20               | 22               | 14               | -                | - | -                    | -                    | -                    |                      |                      |
| 2015-2016  | Hurricanes de la Caroline  | LNH        | 64  | 6                | 9                | 15               | 16               | -                | - | -                    | -                    | -                    |                      |                      |
| 2015-2016  | Bruins de Boston           | LNH        | 17  | 0                | 6                | 6                | 2                | -                | - | -                    | -                    | -                    |                      |                      |
| 2016-2017  | Bruins de Boston           | LNH        | 36  | 0                | 5                | 5                | 4                | 6                | 0 | 2                    | 2                    | 0                    |                      |                      |
| Totaux LNH | Totaux LNH                 | Totaux LNH | 836 | 87               | 283              | 370              | 286              | 46               | 4 | 9                    | 13                   | 18                   |                      |                      |

### Statistiques en équipe nationale
| Année | Compétition          |   | PJ | B | A | Pts | Pun      |  | Résultat |
| 2004  | Coupe du monde       | 2 | 0  | 0 | 0 | 0   | 4e place |  |          |
| 2005  | Championnat du monde | 7 | 0  | 0 | 0 | 0   | 6e place |  |          |
| 2006  | Jeux olympiques      | 6 | 0  | 2 | 2 | 2   | 8e place |  |          |
| 2009  | Championnat du monde | 9 | 1  | 8 | 9 | 2   | 4e place |  |          |

## Trophées et honneurs personnels
- Championnat universitaire
  - Central Collegiate Hockey Association
    - 2001-2002 ; sélectionné dans l'équipe d'étoiles et meilleur défenseur avec des qualités offensives de la division.
    - 2002-2003 ; sélectionné dans l'équipe d'étoiles et meilleur défenseur avec des qualités offensives de la division.

  - National Collegiate Athletic Association
    - 2001-2002 : sélectionné dans la seconde équipe de l'est des meilleurs joueurs américains.
    - 2002-2003 : sélectionné dans la première équipe de l'est des meilleurs joueurs américains.
- Ligue nationale de hockey
  - 2003-2004 : sélectionné dans l'équipe d'étoiles des recrues de la ligue.